# Dihydrothymine
La 5,6-dihydrothymine est un intermédiaire de la dégradation de la thymine, dont elle dérive par réduction sous l'action de la dihydropyrimidine déshydrogénase. Elle est ensuite hydrolysée en N-carbamyl-β-alanine par la dihydropyrimidinase.

## Stéréochimie
La 5,6-dihydrothymine possède un atome de carbone asymétrique (celui qui porte le groupe méthyle). La 5,6-dihydrothymine se présente donc sous la forme de deux énantiomères car elle est chirale.